# Rima Melati
Rima Melati, właśc. Marjolein Tambayong (ur. 22 sierpnia 1939 w Tondano, zm. 23 czerwca 2022) – indonezyjska aktorka, piosenkarka i reżyserka.
Do 2017 r. zagrała w ponad 100 filmach. W trakcie swojej kariery otrzymała nagrodę Citra za występ w filmie Intan Berduri z 1972 r. (kategoria: najlepsza aktorka pierwszoplanowa). Zebrała także szereg nominacji do nagród Citra dla najlepszej aktorki drugoplanowej, za role w filmach: Arini II (Biarkan Kereta Api Itu Lewat), Biarkan Bulan Itu, Pondok Cinta, Tinggal Landas Buat Kekasih, Kupu-kupu Putih.
Wyreżyserowała miniserię Api Cinta Antonio Blanco (1997).